# CCC制度

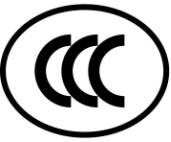
CCC制度の認証マーク

CCC制度（CCCせいど、China Compulsory Certificate system、中国製品安全強制認証制度、中国強制製品認証制度、中国強制認証）とは、中華人民共和国国内に輸入される製品に対して国内技術の標準に適合し、輸入が認められるかを中国政府によって審査され認証が与えられる制度である。この制度は2002年5月1日から適用される。

## 概要
中国に限らず多くの国は自国内に輸入される一般的な工業製品が一定の安全基準を満たしているか審査・認定する制度を採用し運用している。認定された製品は「CCC」マーク（製品によってはCCCマークと工場コード）を表示をしなければならない。

## CCC強制認証対象品目一覧
下記の一覧は2002年5月1日から2009年8月27日以前の期間に中国で決められた製品のCCC 強制認証対象品目のカテゴリとしての一覧である。2009年4月27日中国から公表された「ITセキュリティ製品」と呼ぶ13品目はこの記事内の別の一覧を参照のこと。2019年7月5日から、防爆電気製品及び家庭用ガス器具も対象になった。
- 電線ケーブル類
- 電気回路スイッチ及び保護または接続用の電気機器装置
- 低圧電気機器
- 小電力モーター
- 電動工具
- 電気溶接機
- 家庭用電気用品およびこれに類する用途の設備
- オーディオ・ビデオ機器およびその設備類
- 情報技術機器およびその設備
- 照明機器
- 自動車製品および車部品
- タイヤ製品
- 強化ガラス製品
- 農機製品
- ラテックス類製品
- 通信端末類製品
- 医療器械
- 消防製品
- 防犯製品
- 無線LAN 製品
- 装飾内装製品
- 玩具類製品
- 防爆電気製品
- 家庭用ガス器具

## ITセキュリティ製品
2009年4月27日中国政府は僅か数日先の同年5月1日から従来の2002年5月以降の対象製品リストにさらに「ITセキュリティ製品」13品目を加えて、広範な技術情報開示（ソースコードの開示も含む）を求めると公表した。
これに対して世界の先進工業国政府（日本、米国、EU、韓国など）の通商部とそれらの国のIT産業界が知的財産の漏洩を危惧して懸念や反対を表明した。このため中国政府は公表した実施予定を急遽1年先送りして2010年5月1日からとし、強制認証に追加された対象製品もIT情報セキュリティ製品の13品目から品目数の拡大はしない、また中国市場への輸入を対象としていたが、中国政府調達のものだけに限定すると対象枠を絞った大幅な譲歩を示した。この最終的にリストに加えられたITセキュリティ製品の部分だけを指して「中国政府によるITセキュリティ製品に対する強制認証制度」、「中国IT製品情報強制開示制度」や「中国IT認証制度」とも呼ばれる。
譲歩後も対象製品では、認証審査時にソースコードの開示まで求められるのか、また、他の技術情報に関しても製品の知的財産としてメーカー側が秘密にしておきたい部分まで開示が求められるのか、といった点は依然としてあいまいであり、おそらくはソースコードや深い技術情報の開示までは求められず、中国政府が製品仕様を国内標準に照らし合わせ、製造時の品質管理に関して確認するだけだろうという専門家の見方もある一方で、情報開示は避けられないとする別の専門家の意見もある。また、2010年5月の実施後に対象を拡大する可能性への危惧の声もある。

### ITセキュリティ製品認証対象製品13品目一覧
下記は2009年4月27日中国から公表された「ITセキュリティ製品」と呼ばれる製品の一覧。
1. セキュアオペレーティングシステム製品
2. 安全隔離・情報交換製品
3. セキュアルーター製品
4. セキュリティ監督製品
5. セキュアデータベースシステム製品
6. 迷惑メール対策製品
7. ファイヤーウォール製品
8. 侵入検知システム製品
9. データバックアップ・リカバリー製品
10. ネットワーク安全隔離用LAN カード・スイッチングハブ製品
11. ネットワーク脆弱性スキャン製品
12. ウェブサイトリカバリー製品
13. スマートカードCOS製品[11]

これらはGB/T、またはCNCA/CTSという技術標準規格との整合性が求められる。これらの参照すべきと指示された技術標準規格は情報セキュリティの国際規格であるISO/IEC 15408に準拠した中国独自の規格であるが現在では古いものとなっている。

## ITセキュリティ製品認証および中国政府調達品制度への反対の動き
基本的には「コモンクライテリア」などを満たせば中国独自の当制度をITセキュリティ製品に適用する必要性はないとして反対をしている。
- 2009年5月4日 - 二階俊博経済産業大臣とロナルド・カーク アメリカ合衆国通商代表部代表はワシントンD.C.で会談し「CCC制度は国際標準に整合がとれない」と反対と撤回要求の共同声明を出した。直後、二階は記者会見で日米両国が情報を共有し、それぞれの国が中国に撤回を働きかけるとした[14]。
- 2009年5月13日 - 読売新聞は社説で「製品情報の流失を阻止せよ」と題し中国の譲歩は日本、米国、欧州の政府や企業が知的財産権の侵害であるとの反発を受けたものであると述べている。また高度な技術情報の流出の懸念から日本企業などが輸出を抑制し、結果として中国にとってもプラスにならないとしている[15]
- 2009年5月19-20日 - 北京で開かれた経済産業省と中国工業・情報化省、商務省の次官級協議で日本は制度適用の撤回を求めた。中国は国の安全と輸出国製品製造者の知的財産権保護の両面を2010年5月1日の実施までに検討するとした[16]。
- 2009年5月21日 - 北京で開催された日本、米国、欧州、韓国、台湾、さらに中国の半導体業界までもが参加した第13回世界半導体会議で該当製品の核となる技術情報の強制開示の新たな制度に懸念を表明[17]。
- 2009年6月7日 - 東京で開かれた王岐山（副総理）と二階俊博（経済産業大臣）の「ハイレベル経済対話」で両国の貿易の妨げや日本から最新製品の輸出企業が少なくなり汎用品の入手しか出来なくなり、中国も損失を被るとした制度撤回を要求した。中国は制度の適用は政府調達品に限定するとした[18][19]。
- 2009年9月8日 - 北京で御手洗冨士夫（日本経済団体連合会長）や中鉢良治（ソニー副会長）らが中国 ・商務省幹部と会談。中鉢は対象製品が不明確と指摘し制度適用の再考を促した。日本側は制度の適用撤回を要求するも中国は予定通り1年先送りした2010年5月1日からの実施を表明、また制度の適用は中国政府調達品に限定し第三者への情報漏洩もないとした。一方、日本は政府調達品の範囲が曖昧と懸念している[20]。
- 2009年12月30日 - 読売新聞はワシントンD.C.発のニュースとして、国営企業の調達品に適用するか明確でなかったが、中国政府が直接調達する場合に適用を限定する方針であると中国政府が譲歩した模様であることが29日わかったと報道した。日本はさらに限定に終わらず全面的撤廃を求めるとしている[21]。またアメリカ合衆国通商代表部の2009年10月29日付けのホームページは『China confirmed in working group discussions ..... apply only to products procured by Chinese government agencies』と同様の解釈ができる内容を示している[4]
- 2010年4月11日 - 読売新聞によれば、アメリカ合衆国通商代表部副代表のデメトリオス・マランティスは翌4月12日に中国を訪れ、一旦先送りされ2010年5月1日からの実施を表明している中国にさらに先送りするように要望すると報じている。中国の先の譲歩は政府調達品の品目の種類を少なくしたと見られるものの、中国側の制度の拡大解釈となることを米国は懸念している[22][23]。
- 2010年4月14日 - 読売新聞の報道では、中国はITセキュリティ製品と政府調達品の品目に関する制度の一部を撤回したと見られるとしている。4月10日付とする中国の該当公式ウェブサイトは意味合いとして「最初に中国で、外国企業は知的財産権や商標権を得ており、中国のルールや制度を遵守しなければならない」 から「外国企業は知的財産権や商標権を得ており、中国のルールや制度を遵守しなければならない」 と変わり、「最初に中国で」 の文言が無くなっている。これら条件の変更に関して日本、米国と欧州の政府関係者は文言変更の分析と一部の撤回に関して検討を要するとしている[24][25][26]。
- 2010年4月19日 - 北京に本部を置く中国日本商会（英: The Japanese Chamber of Commerce and Industry in China）は4月10日に撤回したと見られる中国側の中国製品優遇方針の以降も、依然として外国製品を差別する制度を策定しようする動きが見られるとして中国政府に対して改善提案となる報告書を発表した[27][28]。
- 2010年5月25日 - 第2回米中戦略・経済対話(U.S.-China Strategic and Economic Dialogue[29])を終え、中国政府調達品の自国品優遇制度に反対する諸国に有利なように改めると約束した[30]。また、ヒラリー・クリントン国務長官とともに中国との戦略・経済対話に出席したロナルド・カークアメリカ合衆国通商代表部代表はロイターに制度は改められるとされるが、米国製品への差別が残る懸念があると述べた[31]。

## 「CCC」マーク表示例
- 自動車部品
  - アウターミラー

ミラーベース部ガスケット（ドアパネルと締結される部分）にCCCマークのシールを貼り付けている。CCCマークのシールの裏側には6桁の数字が2行記入されている。
  - ガラス

ガラスにはCCCマークと工場コードを打刻している。